# Billaea erecta
Billaea erecta là một loài ruồi trong họ Tachinidae.